# Balongwangi
Balongwangi is een bestuurslaag in het regentschap Lamongan van de provincie Oost-Java, Indonesië. Balongwangi telt 3490 inwoners (volkstelling 2010).